# Сарсаз (Татарстан)
 Сарсаз  — село в Буинском районе Татарстана. Входит в состав Старотинчалинского сельского поселения.

## География
Находится в юго-западной части Татарстана на расстоянии приблизительно 18 км на юго-запад по прямой от районного центра города Буинск.

## История
Основано в 1922—1924 годах переселенцами из деревни Старые Тинчали.

## Население
Постоянных жителей насчитывалось:. в 1926 году — 555, в 1938—687, в 1949—668, в 1958—485, в 1970—556, в 1979—555, в 1989—106. Постоянное население составляло 78 человек (татары 97 %) в 2002 году, 37 в 2010.